# Río Georgina
El río Georgina (del inglés: Georgina River) es un importante río de Australia, el situado más al noroeste de los tres principales del Channel Country, en el oeste de Queensland, que al confluir con el río Diamantina dan lugar al río Warburton, que en años extremadamente húmedos alcanza el lago Eyre.
El río nace de varios pequeños arroyos durante una amplia área del noroeste de Queensland y del Territorio del Norte superior. Entre estos ríos se incluye el río Burke, que fluye a través de la localidad de Boulia principal de la cuenca, el propio río Georgina superior que nace en la meseta de Barkly al norte de Camooweal, el río Ranken que nace en el extremo este del Territorio del Norte más allá de Tennant Creek, y el río Sandover. El Sandover, a diferencia de todos los otros afluentes del lago Eyre, fluye en dirección norte desde la cordillera MacDonnell hasta entrar en el Georgina en años muy húmedos cerca de Urandangie.
- Datos: Q1509393